# Fabric Scandinavien
Fabric Scandinavien AB är ett svenskt modeföretag som driver butikskedjorna Weekday och Monki. Sedan 2008 ingår Fabric Scandinavien i  H&M-koncernen. Fabric Scandinaviens dotterbolag Weekday Brands designar, producerar och bedriver grossistförsäljning av ungt mode. Det största egna varumärket var Cheap Monday som främst är ett jeanssortiment.